# Francesc de Paula Ponsà i Cantí
Francesc de Paula Ponsà i Cantí (Sant Andreu de Palomar, 1849 - Puigcerdà, 1901) fou un fabricant comerciant i banquer català. Va ser mecenes d'Antoni Estruch i Bros. El 1891 feu construir la seva residència a Sabadell: la Casa Ponsà, actual seu de l'Arxiu Històric de Sabadell.